# Siège de Samarcande (1220)
Invasion mongole de l'Empire khwarezmien
Le Siège de Samarcande (1220)  a eu lieu en 1220, lorsque Gengis Khan, le fondateur de l'empire mongol, lance une invasion sur plusieurs fronts de l'Empire khwarezmien, alors gouverné par le Chah Ala ad-Din Muhammad. Les Mongols commencent par assièger la ville frontalière d'Otrar, mais devant l'opiniâtreté de ses défenseurs, Le Khan décide de détacher du siège une force armée importante commandée par lui-même et son plus jeune fils Tolui. Avec ces troupes, il se dirige vers le sud, en direction de la Transoxiane.
Samarcande est la capitale du Chah et le pivot de son système de défense, la garnison de la ville étant nombreuse et les remparts de la cité comptent parmi les plus solides de l'empire. Cependant, Gengis réussit à l'isoler en capturant et détruisant Boukhara lors d'une manœuvre surprise, puis en ravageant les villes transoxiennes voisines. Après avoir repoussé des troupes fidèles au Chah qui tentent de lever le siège de Samarcande, l'armée mongole, renforcée par la prise d'Otrar, tend une embuscade aux défenseurs de la ville qui tentent une sortie et les massacre. Les citoyens de la ville se rendent rapidement, à l'instigation du clergé musulman ; mais la plupart d'entre eux sont malgré tout réduits en esclavage ou enrôlés de force, selon la méthode mongole traditionnelle.
Une petite troupe continue de défendre la citadelle pendant environ un mois, après quoi la moitié environ réussi à percer les lignes mongoles et à s'échapper via l'Amou-Daria. Bien que la ville soit ensuite entièrement pillée, elle connait une lente renaissance pendant la Pax Mongolica, puis, à la fin du XIVe siècle, elle retrouve toute sa gloire et sa puissance en redevenant la capitale d'un empire, l'Empire timouride.

## Situation avant le conflit

### Forces en présence
Les estimations des forces en présence par les chroniqueurs médiévaux attribuent aux deux armées impliquées dans ce conflit des effectifs pléthoriques. Les historiens modernes estiment que le nombre de soldats des deux camps est bien moins élevé, mais le débat reste toujours ouvert et vif concernant les effectifs exacts des deux camps. La seule certitude est que les effectifs de l'armée mongole totale sont plus importante que ceux de l'armée du Chah(p113).
Ce dernier, qui se méfie de ses commandants et n'as pas encore mis en œuvre les méthodes d'administration qu'il souhaite, décide de mettre en place une stratégie purement défensive en répartissant des troupes à l'intérieur de ses principales villes, telles que Samarcande, Balkh et Otrar(pp31)(pp373–380). Il est probable qu'il ne s'attendait qu'à un raid mongol de taille « normale », qui dévasterait les campagnes en laissant les villes indemnes(p150). Jusqu'ici, les Khwarezmiens n'ont combattu que des nomades qui n'ont aucune connaissance de la guerre de siège, comme les Kangly (en). Le choc n'en est que plus grand lorsque le Chah comprend que les mongols arrivent en nombre et amènent avec eux une véritable armée d'ingénieurs rompus à la guerre de siège(p89).
Quoi qu'il en soit, les estimations concernant la garnison de la ville varient considérablement suivant les sources et les historiens.

### Opérations précédant le siège
La première attaque des Mongols contre l'Empire khwarezmien cible la ville d'Otrar, dont le gouverneur a commis la grave erreur d'insulter le Khan. Cette ville frontalière résiste étonnamment longtemps et Gengis Khan décide de diviser ses forces pour tenter de déjouer les manœuvres du Chah. Pendant le siège d'Otrar, il est informé de la solidité des défenses de Samarcande et décide donc de marcher à travers le Désert du Kyzylkoum jusqu'à Boukhara(p78).
Les défenseurs et les habitants de la ville sont stupéfait en voyant arriver sur eux une armée mongole, qui a réussi à traverser une zone auparavant considérée comme infranchissable. Une partie de la garnison de la ville tente une sortie le long des rives de l'Amou-Daria, mais est massacré par les Mongols. La ville basse se rend quasi immédiatement et est promptement pillée. La citadelle intérieure résiste pendant moins de deux semaines, mais elle tombe lorsque les Mongols ouvrent une brèche dans les murs, et tous ceux qui s'y trouvent sont massacrés(pp103–107).
Le traitement que les Mongols réservent à la ville est relativement clément au regard de celui infligés aux autres cités du Khwarezm, ce qui n’empêche pas qu'un grand nombre des habitants de Boukhara d’être, soit déportés, soit enrôlés de force et utilisés lors des sièges suivants.

## Déroulement du siège
En s'emparant de Boukhara, Gengis Khan divise les troupes du Chah, qui se trouvent isolées les unes des autres à Samarcande, Balkh et Ourguentch.
Les Mongols arrivent à Samarcande et encerclent la ville. Ils sont très vite engagés par les défenseurs turco-iraniens, qui tentent une sortie. Ces troupes, composées de vingt éléphants de guerre et un grand corps de cavalerie, sont prises en embuscade et repoussée. Une partie importante de la garnison de la ville se rend peu après et est rapidement exécutée, mais la citadelle, comme à Boukhara, doit être prise par la force. Elle résiste pendant un mois, avant qu'une petite troupe ne parvienne à percer les lignes mongoles et à s'échapper par l'Amou-Daria.
Après leur victoire, les Mongols relâchent les éléphants qui ont survécu dans la campagne environnante, où ils meurent rapidement par manque de nourriture.

## Conséquences
La victoire mongole laisse la ville à l'état de ruine et Samarcande ne se remet que lentement des destructions du siège durant les années suivantes.
Elle ne retrouve véritablement sa splendeur que sous le règne de Tamerlan, qui la restaure après en avoir fait sa capitale en 1370. Il reconstruit les palais et les murs de la ville, encore en ruines à cette date, et fait construire de nombreuses mosquées, des jardins et des pavillons pour rétablir l'importance de Samarcande au niveau international.

## Voir également
- Afrassiab